# Giro del Friuli 1996
Il Giro del Friuli 1996, ventitreesima edizione della corsa, si svolse il 1º maggio 1996 su un percorso di 207 km. La vittoria fu appannaggio del kazako Andrej Teterjuk, che completò il percorso in 5h04'58", alla media di 40,726 km/h, precedendo il connazionale Aleksandr Šefer e l'italiano Marco Zen.

## Ordine d'arrivo (Top 10)
| Pos. | Corridore          | Squadra                    | Tempo    |
| ---- | ------------------ | -------------------------- | -------- |
| 1    | Andrej Teterjuk    | AKI-Gipiemme-Safi          | 5h04'58" |
| 2    | Aleksandr Šefer    | Scrigno-Gaerne             | a 0'18"  |
| 3    | Marco Zen          | Roslotto-ZG Mobili         | a 0'26"  |
| 4    | Simone Borgheresi  | Mapei-GB                   | s.t.     |
| 5    | Gianni Faresin     | Ceramiche Panaria-Vinavil  | s.t.     |
| 6    | Andrea Noè         | Mapei-GB                   | a 0'32"  |
| 7    | Fabrizio Guidi     | Scrigno-Gaerne             | a 0'34"  |
| 8    | Mauro Bettin       | Ceramiche Refin-Mobilvetta | s.t.     |
| 9    | Denis Zanette      | AKI-Gipiemme-Safi          | s.t.     |
| 10   | Claudio Chiappucci | Carrera-Longoni Sport      | s.t.     |